# Éditeurs français réunis
Pour les articles homonymes, voir EFR.
Ne doit pas être confondu avec Éditeurs réunis.
Éditeurs français réunis (EFR) est une maison d'édition de littérature de fiction et d'essais, fondée après la Libération, en 1949, et appartenant à l'orbite éditoriale communiste. Renommée Messidor/Temps actuels après 1980, puis Éditions Messidor, reprise par le groupe Scandéditions en 1992, elle disparaît en 1994.

## Histoire
Héritière de trois maisons fondées dans la Résistance — les éditions France d'abord, La Bibliothèque française et les éditions Hier et Aujourd'hui —, et réunies en 1949, la maison d'édition Éditeurs français réunis est dirigée par Louis Aragon, président-directeur général. Il est assisté dans la direction de l'entreprise par le graphiste et poète François Monod, de 1955 à 1961, puis par Madeleine Braun à partir de 1961. Le directeur littéraire de la maison d'édition est Rouben Mélik de 1971 à 1981. Francis Combes succède à celui-ci aux éditions Messidor.

### Au début des années 1950
La maison d'édition EFR publie dans les années 1950 les romans des écrivains français ou de langue française, tels André Kedros, André Stil, Pierre Abraham, Marie-Louise Barron, Janine Bouissounouse, Jean-Pierre Chabrol, Pierre Courtade, Pierre Daix, Dominique Desanti, Pierre Gamarra, René Jouglet, Jean Kanapa, Jean Laffitte, Hélène Parmelin, Vladimir Pozner, Madeleine Riffaud, Boris Taslitzky, Simone Téry, Paul Tillard, André Wurmser, rattachés alors, peu ou prou, au courant du « réalisme socialiste ». Nombre de ces auteurs quittent les EFR après 1953 pour des raisons diverses : éloignement politique pour certains, mais plus sûrement pour beaucoup recherche d'un lectorat plus étendu en publiant chez des éditeurs « bourgeois », activité littéraire différente (journalisme) ou politique. De plus l'environnement politique de la « guerre froide » est défavorable à une littérature trop explicitement militante : entre 1950 et 1956, le tirage moyen des EFR baisse de 39 %…
Les mêmes principes éditoriaux orientent la publication des écrivains « réalistes socialistes » d'URSS. Une collection s'intitule de 1949 à 1952 « le Pays de Staline ». Sans succès commercial.

### De 1956 aux années 1970
Les principes éditoriaux changent après 1956, lentement puis plus largement. EFR s'ouvre essentiellement dans le domaine de la littérature étrangère. Ils font connaître les écrits de Tchèques comme Julius Fučík, Vítězslav Nezval, Jan Otčenášek (de), les poèmes de Rafael Alberti, Christo Botev, Nazim Hikmet, Attila József, Pablo Neruda, Yánnis Rítsos, l’œuvre de Vladimir Maïakovski, les œuvres théâtrales d'Anton Tchékhov (traduites par Elsa Triolet). Ils éditent aussi le roman Gouverneurs de la rosée, de l'écrivain haïtien Jacques Roumain.
Le domaine hispanique s'enrichit d'auteurs tels María Teresa León, Víctor Mora, Benito Pérez Galdós, Pio Baroja.
Dans le domaine du patrimoine littéraire français, les EFR s'attachent, sous la direction de Lucien Scheler, à la publication des Œuvres complètes de Jules Vallès.
À partir du début des années 1960, les EFR permettent la connaissance des littératures soviétiques non russes, tel les romans de l'écrivain kirghize Tchinguiz Aïtmatov ou les œuvres d'écrivains russes se situant dans le « dégel » post-stalinien : L'Ingénieur Bakhirev de Galina Nikolaïeva, publié en 1960, Babi Iar de Anatoli Kouznetsov, publié en 1967, des romans de Vera Panova, des récits de Vassili Axionov. Ils s'ajoutent au fonds soviétiques (Nicolas Ostrovski, Boris Polevoï), dont le moindre n'est pas Maxime Gorki.
De même, en 1964, les EFR éditent le premier roman de l'écrivaine est-allemande Christa Wolf, Le Ciel partagé. Issu également de la littérature de la RDA, le roman Nu parmi les loups, de Bruno Apitz est publié en 1961.
Au rayon de la chronique cinématographique et théâtrale, sont publiés Arthur Adamov, Louis Daquin, Léon Moussinac, Georges Sadoul, Georges Soria. En collection de « poche » paraît Hop là, nous vivons, d'Ernst Toller, préfacé par Piscator
Si le domaine historique n'entre pas dans le créneau principal de cette maison d'édition, deux publications sont à remarquer : On les nommait les étrangers, de Gaston Laroche (colonel FTPF Boris Matline), s'attache à sortir de l'ombre la participation des combattants immigrés dans la Résistance. De son côté, Espagne, paru en 1966, livre la vision de la guerre d'Espagne d'un ancien des Brigades internationales, Artur London. En 1968, on note aussi la publication de Martine Monod, dont le mari dirigea EFR, Israël tel que je l’ai vu.
Deux romans français publiés aux EFR obtiennent le Prix Eugène Dabit du roman populiste : Le Temps de vivre d'André Remacle, en 1966, André, d'André Stil, en 1967.
Les EFR publient la revue Europe que dirige à l'époque Aragon.

### Aragon, éditeur d'Aragon et d'Elsa?
C'est à La Bibliothèque française, pour le premier volume, puis aux Éditeurs français réunis, pour les cinq suivants, que Louis Aragon publie, entre 1949 et 1951, Les Communistes. C'est le seul roman du cycle « Le monde réel » qui ne soit pas édité par les éditeurs institutionnels. Mais ensuite, en tant qu'éditeur, Aragon, hormis des préfaces ou des commentaires (Avez-vous lu Victor Hugo, 1952) ne publie l'auteur Aragon que très peu. Ainsi en 1969 le catalogue des EFR ne mentionne que trois titres : Le Neveu de Monsieur Duval, Servitude et grandeur des Français, et Les Communistes (titre relié en 3 volumes). Deux autres œuvres semblent pouvoir être citées : J'abats mon jeu, édité en 1959, et Les Chambres, paru dans la collection « Petite Sirène » en 1970. Quant à Elsa Triolet, le même catalogue de 1969, mentionne six titres, dont quatre romans : Bonsoir Thérèse, Anne-Marie (en 2 tomes : Personne ne m'aime, Les fantômes armés), L'Inspecteur des ruines, Le Cheval roux ou les Intentions humaines. Au regard de la production de l'un et de l'autre c'est évidemment très peu.
Peu de temps avant sa mort, en 1982, les éditions Messidor / Temps actuels publient l'ultime recueil poétique d'Aragon : Les Adieux. Mais Aragon n'est plus éditeur.

### Aux éditions Messidor: 1980-1994
Le siège de la maison d'édition, à Paris, émigrait à la fin des années 1950, de la rive gauche (33 rue Saint-André-des-Arts) vers un immeuble cossu de la rive droite, 21 rue de Richelieu, avant qu'elle ne soit incluse en 1979-1980 dans les restructurations du groupe éditorial du Parti communiste français. Les EFR, qui sont entre-temps devenus les éditions Messidor/Temps Actuels, se retrouvent dans le groupe des Éditions Messidor qui rassemble les éditions Messidor/Éditions sociales, les éditions Vaillant-Miroir Sprint et Messidor/La Farandole. Le siège du groupe est au 146 rue du Faubourg-Poissonnière. En 1989, François Hilsum, ancien directeur-adjoint de l'Humanité, est nommé directeur du groupe éditorial. Il le mène au dépôt de bilan trois ans plus tard. Devenu Scandéditions en 1992, le groupe est mis en liquidation en 1994.
Parmi les auteurs figurant au catalogue des éditions Messidor en 1992, dans le domaine des « Lettres étrangères », on relève : Tchinguiz Aïtmatov, Jorge Amado, Volker Braun, Ilya Ehrenbourg, Howard Fast, Nedim Gürsel, Peter Härtling, Abdellatif Laâbi, Halldor Laxness, Martin Andersen Nexö, Tahar Ouettar, Pa Kin, Gianni Rodari, Jacques Roumain, Alan Sillitoe, Mo Yan, Atahualpa Yupanqui.
Dans le domaine des « Lettres françaises », parmi une quarantaine de noms : René Ballet, Suzanne Bernard, Patrick Besson, Jean Cazalbou, Georges Coulonges, Charles Dobzynski, Robert Escarpit, Frédéric Fajardie, Pierre Gamarra, Jacques Gaucheron, Bernard-G. Landry, Clément Lépidis, Jean Marcenac, Jean Metellus, Louis Oury, Francis Pornon, André Remacle, Valère Staraselski, André Stil, Jean Tortel, Roger Vailland, et un auteur inusable du fonds éditorial, Paul Vaillant-Couturier.

## Collection de poésie « Petite sirène »
En 1968, Louis Aragon et Madeleine Braun lancent la collection « Petite sirène ». Les volumes, au format singulier de 10,5 x 13,5 cm, reliés sous couverture toilée aux couleurs variées, d'une pagination avoisinant les 100 pages, visent à faire connaître la poésie à un large public.
Le premier volume de ce format est Cahier grec, hommage du poète Jacques Gaucheron à Ritsos. Il ne mentionne pas encore le nom de la collection. C'est chose faite en 1969 avec Les Chambres, poème du temps qui ne passe pas, d'Aragon lui-même. Sont publiés jusqu'en 1988 des auteurs français et étrangers consacrés : Pablo Neruda, Eugène Guillevic, Nicolas Guillen, Jean Rousselot, mais aussi des poètes français et étrangers peu connus en France et de jeunes poètes tels Dominique Grandmont, Alain Lance, Jean Ristat, Marc Delouze ou Bernard Vargaftig .
Près de quatre-vingts titres sont parus. Certains sont de petites anthologies, tels Le Chant continu, poèmes d'enfants vietnamiens, paru en 1971 en appui à la lutte du peuple vietnamien, Les Manifestes futuristes russes, paru en 1973, les Chants peaux-rouges, chants des Indiens d'Amérique du Nord, parus en 1979, ou L'Épopée de Gilgamesh. La liste des poètes publiés donne à voir l'étendue du champ poétique contemporain pour l'essentiel, couvert par cette collection emblématique des EFR, puis des éditions Messidor.
- Claude Adelen, Légendaire
- Aïgui, Festivité d'hier
- Rafael Alberti, Sur les Anges (édition bilingue)
- Aragon, Les Chambres
- Monique Arradon, La Grotte des korrigans
- Miguel Angel Asturias, Le Grand Diseur
- Pierre Albert-Birot, Le Pont des soupirs
- Jean-Louis Bory, Va dire au lac de patienter
- Marie-Claire Bancquart, Votre visage jusqu'à l'os
- Alain Bosquet, Le Mot peuple
- Volker Braun, Contre le monde symétrique
- Ignazio Buttitta, Le Poète sur la place
- Bernard Chambaz, Corpus
- Marcel Cohen, Murs : anamnèses
- Francis Combes, L'Amour, la marguerite et l'ordinateur
- Michel Cosem, Territoire du multiple
- Marc Delouze, Souvenir de la Maison des Mots
- Henri Deluy, Le Temps longtemps
- René Depestre, En état de poésie
- Charles Dobzynski, Capital terrestre
- Éluard, Une longue réflexion amoureuse
- Marie Étienne, La Longe
- Rémi Faye, Salles d'attente
- Raymond Farina, Les lettres de l'origine
- Jean Follain, Comme jamais
- Hamid Foulâdvind, Chant de la Villa Médicis
- Pierre Gamarra, Le Sorbier des oiseaux
- Alhama Garcia, La Saison des cendres
- Jacques Gaucheron, Cahier grec
- Jacques Gaucheron, À nous deux l'amour
- Dominique Grandmont, Pages blanches
- Joseph Guglielmi, L'Éveil
- Nicolas Guillen, Avec ce cœur je vis
- Guillevic, Encoches
- Guillevic Askenou (Encoches, traduit en breton par Pierre Jakez Hélias)
- Bachir Hadj Ali, Mémoire clairière
- Nazim Hikmet, La Joconde et Si-Ya-Ou (traduction de Abidine)
- Gyula Illyés, Sentinelle dans la nuit
- Hubert Juin, Le Cinquième Poème
- Omar Khayam, Robaïat (traduction Jacques Gaucheron)
- Vénus Khoury-Ghata, Qui parle au nom du jasmin
- Alain Lance, Réactions du personnel
- Jean L'Anselme, La Foire à la ferraille
- André Laude, Un temps à s'ouvrir les veines
- Lubomir Levtchev, La Route des étoiles (traduit du bulgare)
- Maïakovski, Le Nuage en pantalon
- Jean Mambrino, La Ligne du feu
- Marcel Marceau, Les Rêveries de Bip
- Jean Marcenac, Les Petits Métiers
- Rouben Mélik, Ce corps vivant de moi
- Edita Morris, Bonjour Vietnam ! (traduit de l'américain)
- Gérard Noiret, Le Pain aux alouettes
- Pablo Neruda, Vingt poèmes d'amour et une chanson désespérée
- Norge, Bal masqué parmi les comètes
- Jean-Baptiste Para, Arcanes de l'ermite du monde
- Armand Rapoport, Toiles d'Ypres
- Lionel Ray, Lettre ouverte à Aragon sur le bon usage de la réalité
- Jean-Claude Renard, Connaissance des noces, suivi de Juan
- Rainer Maria Rilke, Sonnets à Orphée
- Jean Ristat, L'Entrée dans la baie et la prise de la ville de Rio de Janeiro en 1711
- Yannis Ritsos, Papiers
- Jean-Paul Rossi, L'Impair ou la vie bariolée
- Jean Rousselot, À qui parle de vie
- Lucien Scheler, Rémanences
- Jean-Marie Le Sidaner, L'Effet de neige
- Pierre Seghers, Les Mots couverts
- Sophocle, Électre (traduit par Antoine Vitez)
- Elsa Triolet, Les Proverbes (textes choisis par Jean Marcenac)
- Tristan Tzara, Jongleur de temps
- Pierre Unik, Chant d'exil
- Bernard Vargaftig, Jables
- Antoine Vitez, La Tragédie c'est l'histoire des larmes
- Yevi, Au diable la guerre! (traduit de l'hébreu), adapté par Pierre Gamarra)